# Luciano Laurana
Luciano Laurana (croata: Lucijan Vranjanin) (Vrana (Dalmàcia), c. 1420 - Pesaro (Itàlia), 1479) va ser un arquitecte i enginyer dàlmata. Laurana va influir considerablement el desenvolupament de l'arquitectura del Renaixement. La seva obra més famosa va ser el Palazzo Ducale d'Urbino. Era parent de l'escultor Francesco Laurana.

## Biografia
Laurana va néixer a Vrana, prop de Zadar. En aquell moment, l'àrea formava part de la República de Venècia perquè Ladislau I de Nàpols havia venut els seus drets al regne de Dalmàcia per 100.000 ducats el 1409. Existeix poca informació sobre els primers anys de Laurana. El seu pare, Martin, treballava a les pedreres de Zadar i va treballar juntament amb l'escultor Giorgio da Sebenico a la Catedral de Šibenik.

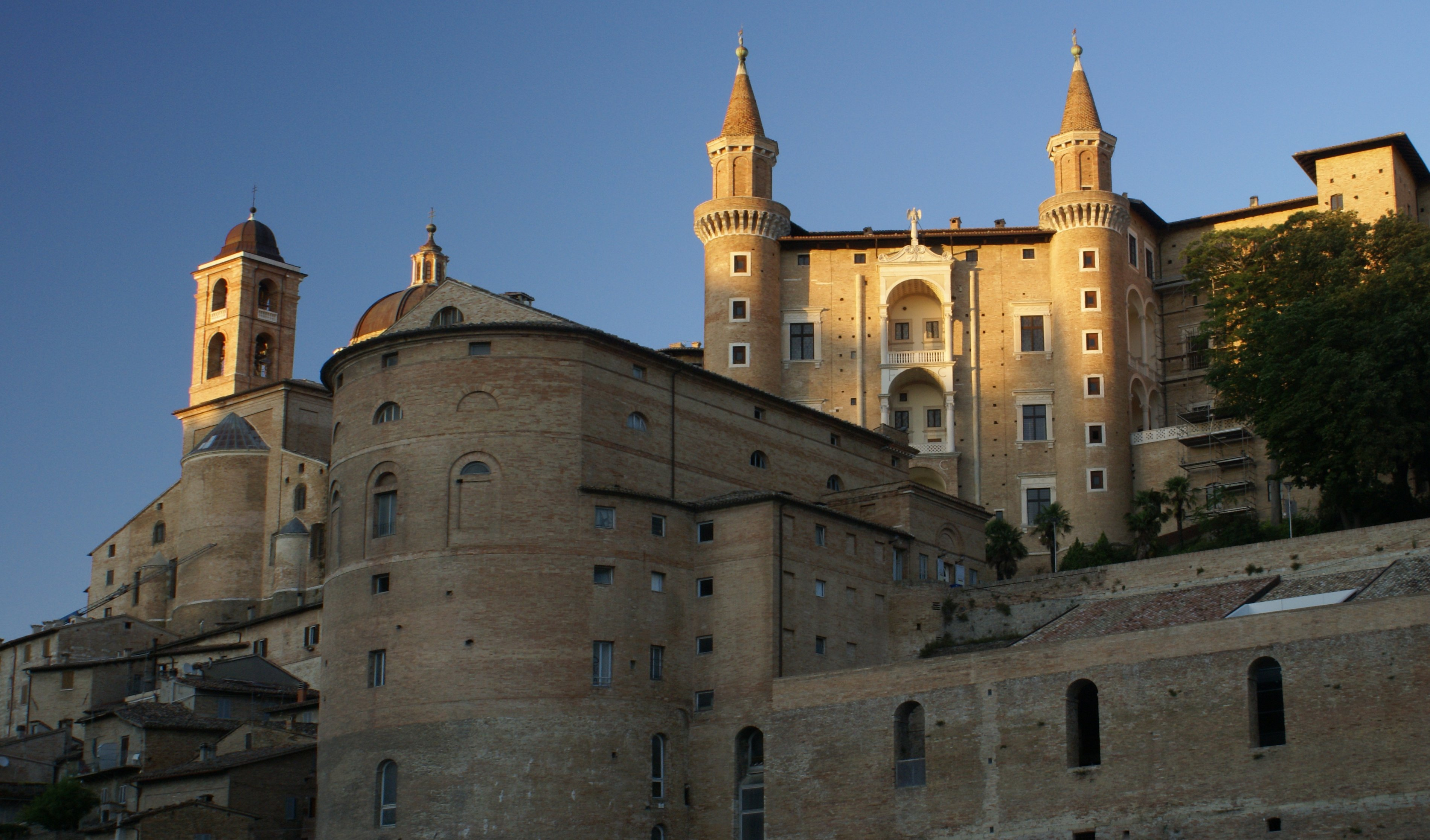
Catedral i Palazzo Ducale d'Urbino.

Prop de 1465 va col·laborar amb Leon Battista Alberti a Mantua. Entre el 1466 i 1472 va dirigir les obres d'un nou palau encarregat per Federico da Montefeltro, duc d'Urbino. De totes maneres, la contribució de Laurana en el disseny és disputada, ja que Francesco di Giorgio també va participar en la construcció.
Posteriorment, Laurana va treballar a Nàpols pel rei Ferran II de Nàpols. A partir del 1472, es va traslladar a Pesaro, on va vigilar la construcció del castell (Roca) fins a la seva mort, el 1479.